# شوربة الجزر

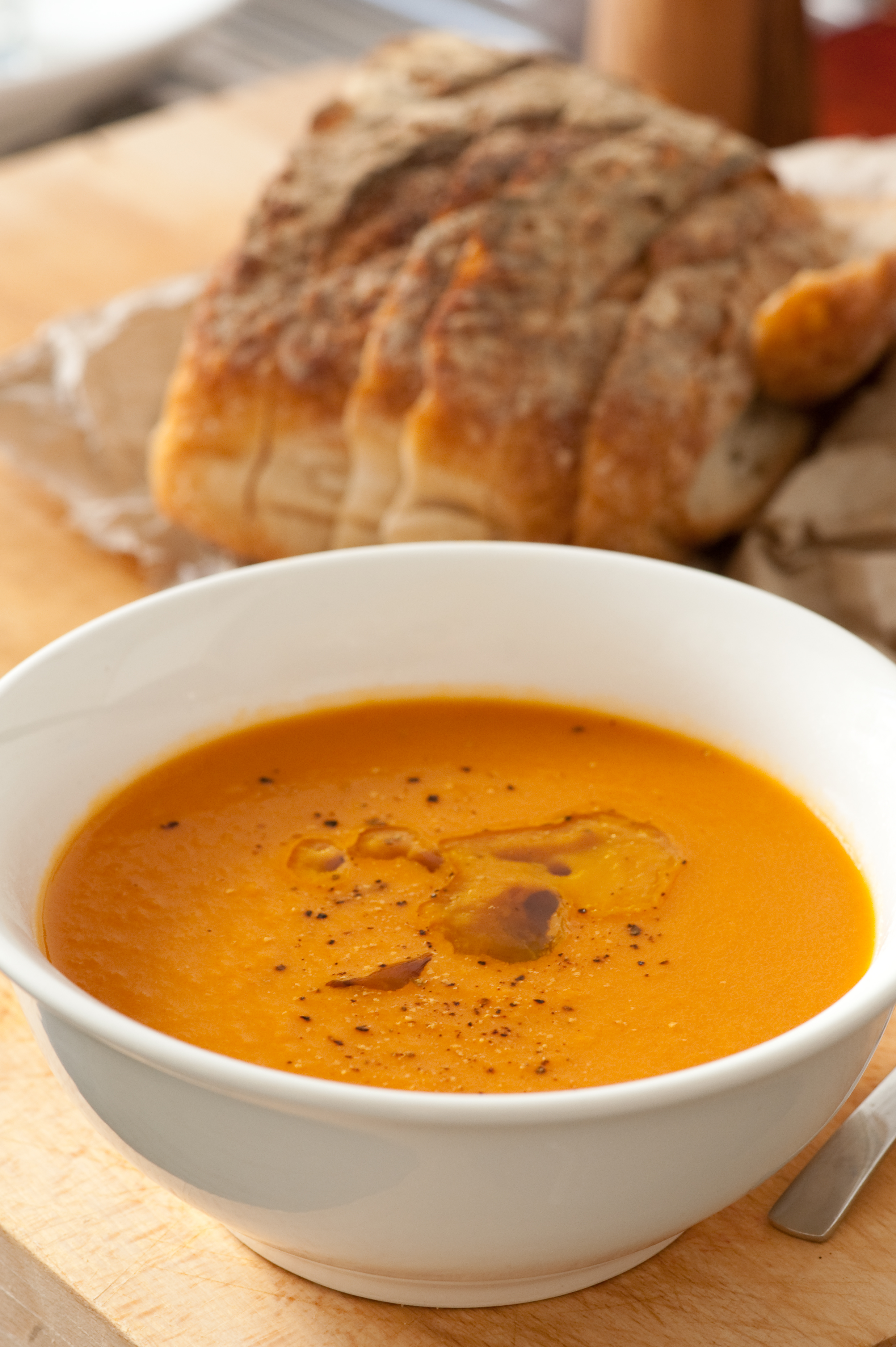
شوربة جزر مع خبز.

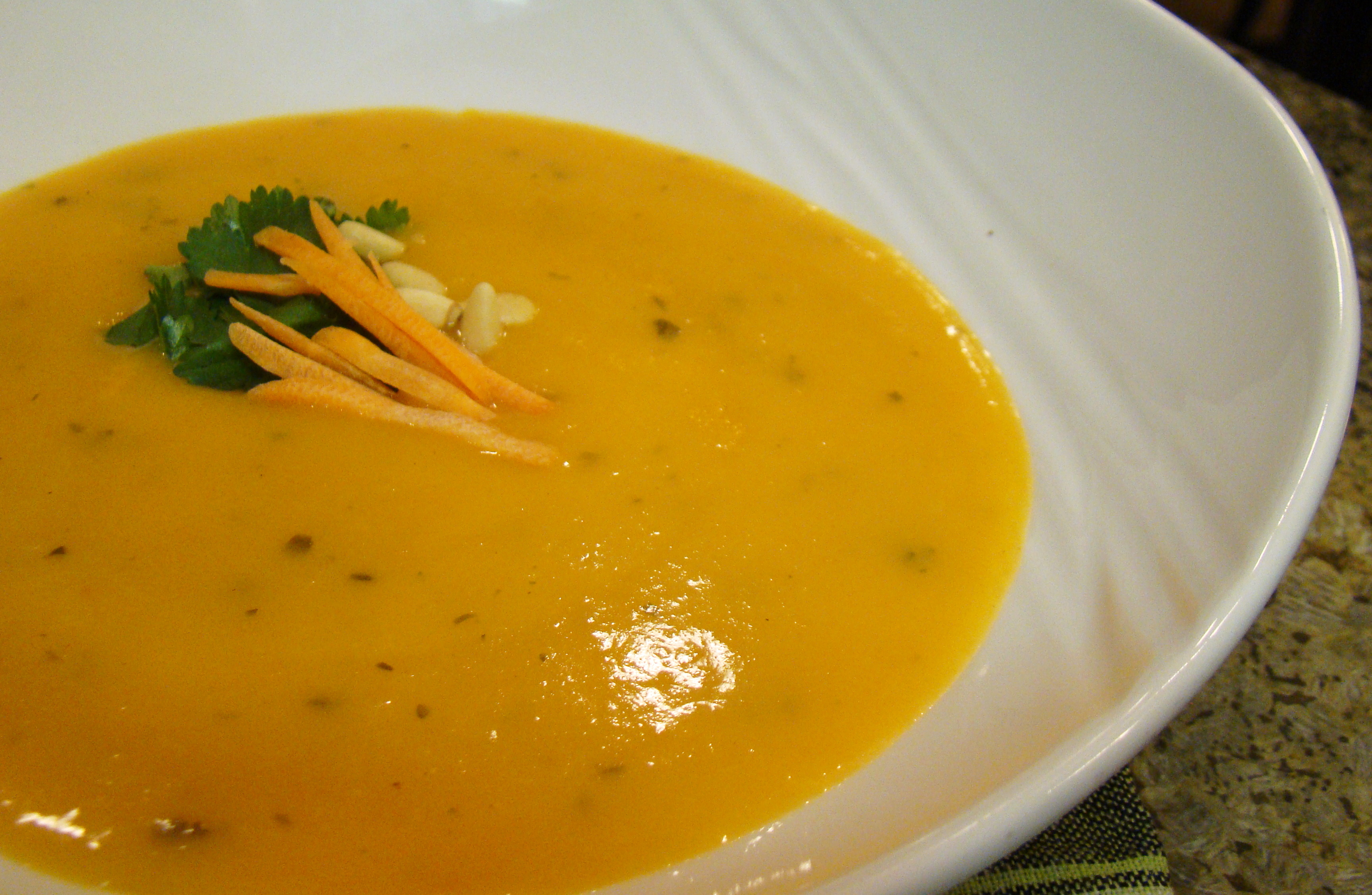
كريمة شوربة الجزر.

شوربة الجزر، شوربة صحيّة برتقاليّة اللون، تحضّر عادةً من الجزر، البصل، الثوم، عصير البرتقال، زيت الذرة، إكليل الجبل، مرق الدجاج، الفلفل الأسود، الملح والدقيق. تقدّم مع قطع الخبز المحمّص، وغالباً ما تحضّر في فصل الشتاء.

## تاريخ
يعتبر حساء الجزر طبقًا كلاسيكيًا في المطبخ الفرنسي. ويقال أن الملك إدوارد السابع ملك بريطانيا كان يتناول حساء الجزر كل عام في 26 أغسطس لإحياء ذكرى انتصار بريطانيا على الفرنسيين في معركة كريسي عام 1346 خلال حرب المائة عام.
وجد طبيب الأطفال النمساوي إرنست مورو أن حساء الجزر فعال ضد الإسهال الناجم عن البكتيريا المقاومة للمضادات الحيوية.

## التحضير

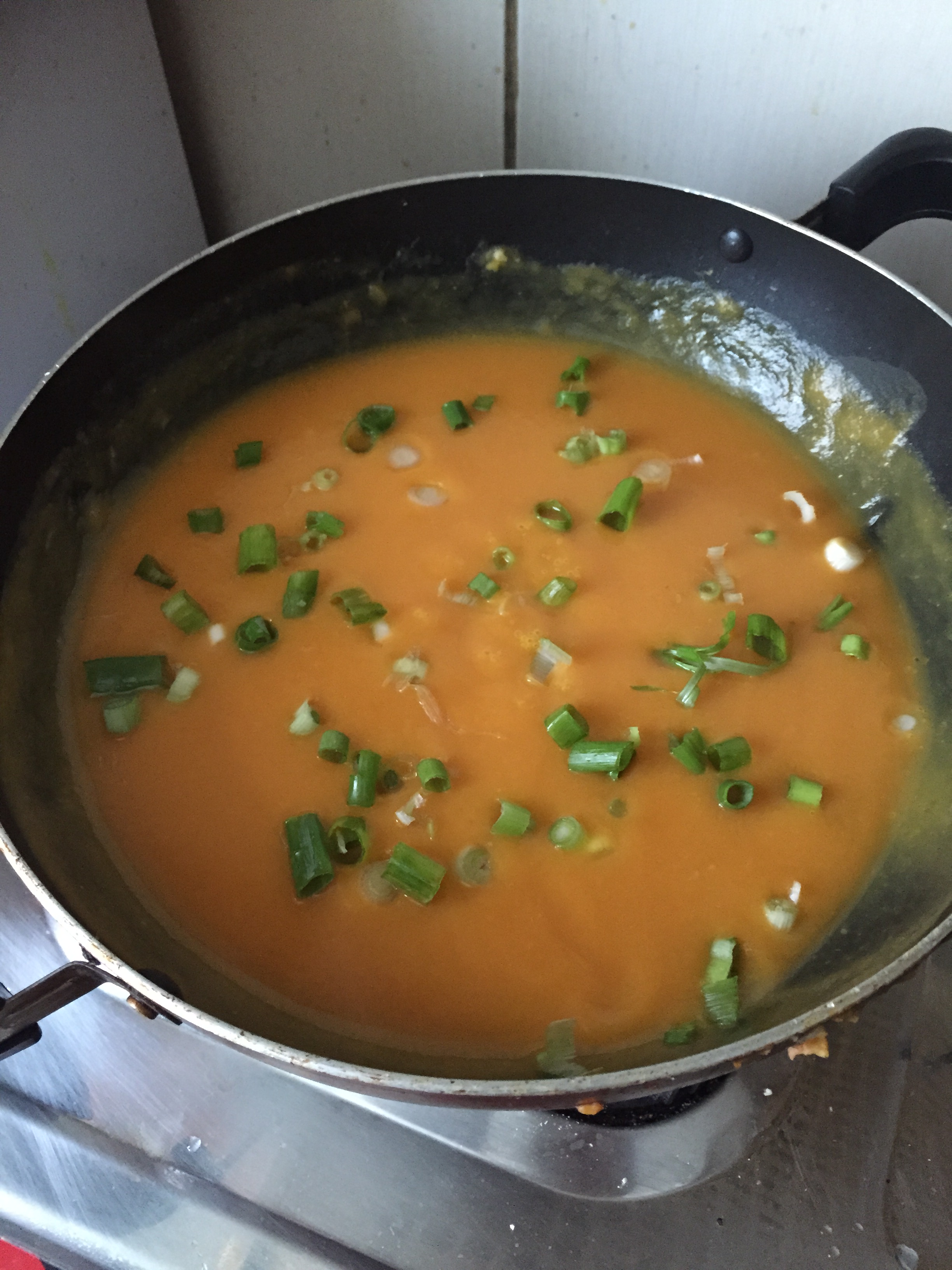
شوربة الجزر بالزنجبيل

قد يختلف قوام وكثافة حساء الجزء وتتباين مكوناته من وصفة تحضير لأخرى، فقد يكون قوامها سائلًا شبيهًا بالمرق، أو تكون ذات قوام كريمي، وقد تدخل العديد من الخضروات الجذرية ضمن مكوناتها كالثوم، والبصل، والكراث، والبطاطس، واللفت، كما يمكن إضافة سوائل مثل مرق الدجاج، وعصير البرتقال وعصير الجزر، وتتضمن بعض الوصفات إضافة حليب جوز الهند وماء جوز الهند، ويمكن إضافة الجزر المهروس إلى الخليط لتكثيفه ومنحه قوامًا سميكًا. كذلك يمكن تقشير الجزر قبل استخدامه مهروسًا لإضفاء ملمس أكثر نعومة على مكونات الحساء. يصفى الحساء بعض طهيه للحصول على طبق أكثر سلاسة.
قد يختلف مذاق ولون الحساء وفقًا لنوع الجزر المستخدم، حيث يميل الجزر الصغير في العمر إلى جعل مذاق الحساء أكثر حلاوة ويضفي عليه لونًا برتقاليًا فاتحًا، بينما يعطي الجزر الأكبر سنًا مذاقًا أقل حلاوة وقد يضفي على الحساء لونًا أصفر. ويعطي الجزر القديم المتشقق الذي يحتوي على نسيج خشبي بداخله حساءًا رديء الجودة.
يمكن إضافة بعض التوابل والأعشاب إلى حساء الجزر مثل الكاري والزنجبيل والفلفل والملح وجوزة الطيب وأوراق النعناع المقطعة والكزبرة،

## المعلومات الغذائية
تحتوي وجبة شوربة الجزر (160غ تقريباً) على المعلومات الغذائية التالية:
- السعرات الحرارية: 152
- الدهون: 11
- الدهون المشبعة: 1
- الكوليسترول: 0
- الكاربوهيدرات: 13
- البروتينات: 1

## وصلات خارجية
وصفة شوربة الجزر مع معلوماتها الغذائية